# Wolfgang Hirn
Wolfgang Hirn (1954–) német gazdasági újságíró.
Politikai gazdaságtant és politológiát hallgatott Tübingenben, majd az ulmi Südwest-Presse című lapnál helyezkedett el. Ezt követően a kölni Kölner Stadtanzeiger és a Wirtschaftswoche folyóiratok gazdasági újságírója, szerkesztőségi tagja lett. 1985–1988 között, valamint 1991-től folyamatosan egy hamburgi üzleti magazin munkatársa. 1986 óta rendszeresen tudósít Kínából, figyelemmel követi az ott zajló gazdasági-társadalmi változásokat.
Kínában szerzett tapasztalatai, az elmúlt két évtizedben ott lezajlott változások összegzéseként írta meg 2003-ban azóta magyarul is megjelent könyvét (Herausforderung China; magyarul: Kína, a nagy falat – Miként változtatja meg életünket Kína felemelkedése), amelyben a kínai gazdaságot és oktatási rendszert elemezve fest jövőképet a feltörekvő távol-keleti ország és az általa „meghódított” nyugati világ viszonyáról.